# Mike Campbell
Michael Wayne "Mike" Campbell, född 1 februari 1950 i Panama City, Florida, är en amerikansk musiker. Han är mest känd som gitarrist i rockbandet Tom Petty & the Heartbreakers, men ägnar sig också åt att producera skivor. Som gitarrist utmärker sig Mike Campbell inte minst genom pampiga solon, såsom i "Running Down a Dream" från Full Moon Fever 1989.

## Diskografi
Med Stevie Nicks
- Bella Donna (Atco Records, 1981)
- The Wild Heart (Modern Records, 1983)
- Rock a Little (Modern Records, 1985)
- The Other Side of the Mirror (Modern Records, 1989)
- Street Angel (Modern Records, 1994)
- Trouble in Shangri-La (Reprise Records, 2001)
- In Your Dreams (Reprise Records, 2011)
- 24 Karat Gold: Songs from the Vault (Reprise Records, 2014)

Med Roy Orbison
- Mystery Girl (Virgin Records, 1989)

Med Jeffrey Osborne
- One Human (Arista Records, 1990)

Med Linda Ronstadt
- We Ran (Elektra Records, 1998)

Med Joe Cocker
- Night Calls (Capitol Records, 1991)

Med Don Henley
- Building the Perfect Beast (Geffen, 1984)
- The End of the Innocence (Geffen, 1989)
- Inside Job (Warner Bros. Records, 2000)

Med Philip Bailey
- Soul on Jazz (Heads Up International Records, 2002)

Med Patti Scialfa
- Rumble Doll (Columbia Records, 1993)

Med Matthew Sweet
- Inside (Sony Music, 1986)

Med Susanna Hoffs
- Someday (Baroque Folk, 2012)

Med Stephanie Mills
- If I Were Your Woman (MCA Records, 1987)

Med Rob Thomas
- ...Something to Be (Atlantic Records, 2005)

Med Paul Carrack
- Groove Approved (Chrysalis Records, 1989)

Med Michael McDonald
- Blink of an Eye (Reprise Records, 1993)

Med Tracy Chapman
- Matters of the Heart (Elektra Records, 1992)

Med Randy Newman
- Land of Dreams (Reprise Records, 1988)

Med Paula Abdul
- Spellbound (Virgin Records, 1991)

Med Bob Dylan
- Empire Burlesque (Columbia Records, 1985)
- Knocked Out Loaded (Columbia Records, 1986)
- Together Through Life (Columbia Records, 2009)

Med Tift Merritt
- Tambourine (Lost Highway Records, 2004)

Med Christine Lakeland
- Reckoning (Virgin Records, 1993)

Med Warren Zevon
- Sentimental Hygiene (Virgin Records, 1987)
- Transverse City (Virgin Records, 1989)
- The Wind (Artemis Records, 2003)

Med Aretha Franklin
- Who's Zoomin' Who? (Arista Records, 1985)

Med Jackson Browne
- I'm Alive (Elektra Records, 1993)
- Looking East (Elektra Records, 1996)

Med Jennifer Holliday
- I'm on Your Side (Arista Records, 1991)

Med Bob Seger
- The Fire Inside (Capitol Records, 1991)

Med Tom Petty
- Full Moon Fever (MCA Records, 1989)
- Wildflowers (Warner Bros. Records, 1994)
- Highway Companion (Warner Bros. Records, 2006)

Med John Prine
- The Missing Years (Oh Boy Records, 1991)

Med Neil Diamond
- 12 Songs (Columbia Records, 2005)
- Home Before Dark (Columbia Records, 2008)
- Dreams (Columbia Records, 2010)

Med Dixie Chicks
- Taking the Long Way (Columbia Nashville, 2006)